# Pterolophia bigibbera
Pterolophia bigibbera là một loài bọ cánh cứng trong họ Cerambycidae.